# Portugalete
Portugalete je město na severu Španělska, ležící západně od Bilbaa v provincii Bizkaia v autonomním společenství Baskicko. Žije zde přibližně 45 tisíc obyvatel, je součástí metropolitního souměstí Velké Bilbao (Gran Bilbao).
Leží na levém břehu Biskajského zálivu. Území má rozlohu 3,21 km² s hustotou osídlení více než 15 tisíc osob na km², což je páté nejhustší osídlení ve Španělsku.
Původ jména města etymologicky souvisí s fonetickým zněním baskického názvu Portu-Ugaldeta.

## Historie
Archeologickými nálezy je doloženo osídlení z období mladšího pravěku. Sídlo vzniklo z drobné rybářské osady jako jeden z ohrazených táborů antické říše římské. Další rozkvět nastal ve středověku. V roce 1322 bylo Portugalete potvrzeno jako město s tržním a námořním právem. Stalo se významným přístavem a konkurentem pro Bilbao, svou pozici ztratilo již roku 1511. Roku 1491 město navštívila královna Isabela Katolická. Město bylo poškozeno válkami v 18.–19. století a industrializací. V současnosti patří k jeho hlavním příjmům cestovní ruch.

## Biskajský most

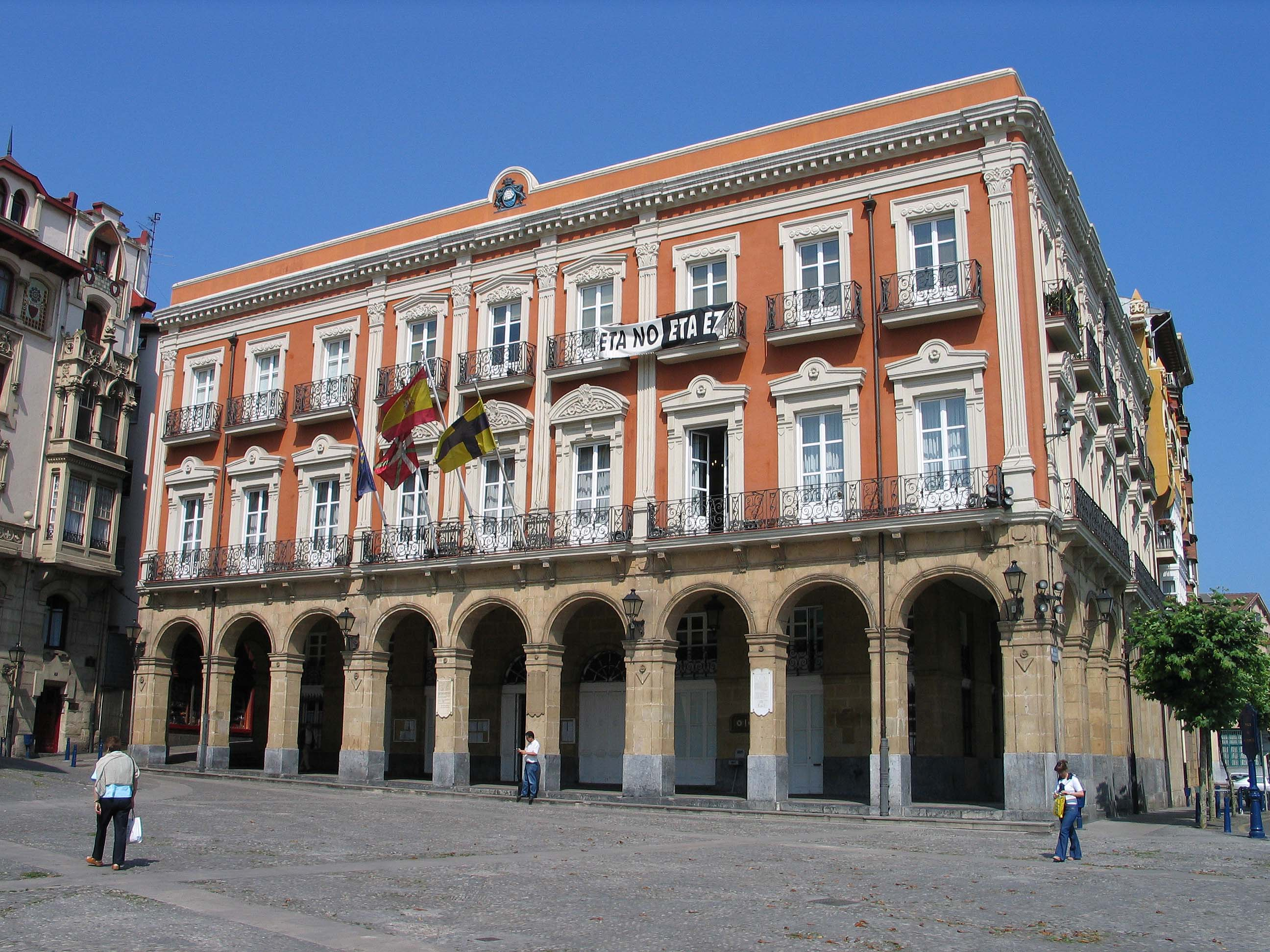
Portugalete – radnice

Gondolový portálový most přes řeku Nervion vede na druhou stranu zálivu do Getxo. Most roku 1893 projektoval Eiffelův žák Alberto de Palacio y Elissague pod názvem Puente de Vizcaya. Je po opravách z období 2. světové války stále v provozu. Jeho gondola se přesunuje v potřebných časových intervalech po 20 minutách až 1 hodině, a to na lanech. Pojme 6 aut včetně nákladních a 30-40 osob. Most byl zapsán do seznamu památek světového dědictví UNESCO 13. července 2006.

## Památky
- Bazilika Nanebevzetí Panny Marie – gotická trojlodní stavba na nábřeží řeky z 90. let 15. století, tradiční zastávka poutníků na severní větvi Svatojakubské cesty (Camiňo del Norte)
- Salazarova věž (Torre de Salazar),podtavena kolem roku 1380, součást středověkého opevnění města, pak věznice, po poslední adaptaci slouží muzeu a restauraci
- Radnice
- Budova bývalého konventu sv. Kláry řádu klarisek, později sloužila svatojakubským poutníkům, nyní sídlo soukromé kliniky estetické medicíny

## Slavnosti
- Slavnost Panny Marie, spojená s poutí a lidovými atrakcemi, se koná od středověku vždy 1. července
- Slavnost svatého Rocha (Fiestas de San Roque) má křesťanskou tradici oslavy svátku patrona, sahající do středověku. Pořádá se každoročně a trvá 4 dny, od 14. do 17. srpna. Vždy se zahajuje před radnicí ranním zpěvem písně La Diana Portugaluja k poctě sv. Rocha 15. srpna, na který připadá Rochův svátek.

## Doprava
- Eskalátory v chodnících ulic spojují nábřeží s centrem města

## Sport
V nejvyšší Španělské lize ledního hokeje hrával tým CH Portugalete.